# Barbie e le tre moschettiere
Barbie e le tre moschettiere (Barbie and the Three Musketeers) è l'undicesimo film che ha per protagonista Barbie, la bambola della Mattel.
Nel suo sedicesimo lungometraggio realizzato in grafica computerizzata, Barbie interpreta Corinne, la figlia di D'Artagnan, eroe del romanzo I tre moschettieri di Alexandre Dumas. Si tratta dell'ultimo film della serie ad essere ispirato ad una storia famosa e ambientato in un'epoca passata. Il film negli USA è uscito il 15 settembre 2009.

## Trama
Fin da piccola Corinne sognava di diventare una moschettiera, proprio come suo padre. Ciò che le diceva sempre era: «Credi sempre nei tuoi sogni anche quando ti dicono che sono irrealizzabili». Per coronare il suo sogno Corinne si reca a Parigi dove rimane però delusa quando Monsieur Treville, il comandante dei moschettieri nonché vecchio amico del padre della ragazza, le dice che non è abbastanza pronta.
Mentre cerca successivamente di salvare la sua gattina Miete da Brutus, il cane di Philippe, il reggente e cugino del principe Louis. Corinne arriva al castello dove viene assunta dalla governante Madame de Bossé come donna delle pulizie. Durante il lavoro incontra Viveca, un'esperta di moda, Aramina, una sentimentale, e Renée, musicista poco socievole. Inizialmente Corinne e loro non vanno molto d'accordo, ma alla fine diventano amiche, scoprendo di avere tutte e quattro lo stesso sogno, ossia diventare moschettiere. Un giorno, grazie a Hélène, una vecchia donna delle pulizie, Corinne e le altre scoprono una stanza di allenamento per moschettieri, dimenticata e abbandonata, dove seguono i consigli dell'anziana signora per diventare intrepide moschettiere, allenandosi fino a raggiungere i livelli massimi.
Una notte, mentre tornano dal lavoro, le quattro ragazze scorgono gli uomini di Philippe tirare fuori da una cassa delle spade vere (al posto di quelle di carta) da portare al ballo in maschera in onore del compleanno di Louis. Le quattro ragazze arrivano alla conclusione che il reggente stava complottando di uccidere il principe per salire al trono, ma quando Corinne e le sue amiche tentano di avvertire Monsieur Treville, gli sgherri hanno sostituito le spade con quelle finte, non vengono credute e per giunta anche bandite dal castello. 
Ma le ragazze non si arrendono: sentendosi all'altezza, Corinne e le sue amiche decidono di introdursi di nascosto travestite al ballo per poter difendere il principe quella stessa sera, sotto falsi nomi e senza essere riconosciute grazie ai vestiti e alle maschere realizzati da Viveca. Le ragazze riescono a entrare nel castello e ad avvicinarsi al principe, ma ben presto Philippe, nascosto da una maschera di leone, si fa vivo e approfittando della distrazione del principe dai fuochi d'artificio comparsi nel cielo, tenta di colpirlo. Ma Corinne che stava ballando con lui se ne accorge e lo ferma appena in tempo. Così mentre Corinne e le sue amiche si mettono a combattere con gli scagnozzi di Philippe, quest'ultimo porta Louis in un passaggio segreto e cerca di ucciderlo. Alla fine finiscono sul tetto, dove compare Corinne che sconfigge Philippe e lo fa arrestare.
Louis diventa re e le ragazze vengono premiate dal ragazzo con il titolo di moschettiere, mentre Madame de Bossé viene retrocessa a donna delle pulizie e Hélène prende il suo posto

## Colonna sonora
1. Making My Way scritta da Leslie Mills e Chris Pelcer, eseguita da Leslie Mills
2. All For One scritta da Amy Powers, Jeannie Lurie, Gabriel Mann e Rob Hudnut, eseguita da Keely Hawkes
3. Unbelievable di Ian Alec Harvey Dench, James Saul Atkin, Zachary Sebastian Rex, James Foley, Mark Simon Decloedt e Derran Gene Brownson, eseguita da Keely Hawkes

## Edizione italiana
Il doppiaggio italiano è stato eseguito da Studio Asci e SDI Media su direzione e dialoghi di Luca Sandri. È il secondo film della serie ad essere doppiato da una società di Milano, dopo Barbie e lo schiaccianoci. 
Le canzoni sono cantate in italiano da Emma Re.

### Doppiaggio
| Personaggio       | Doppiatore originale | Doppiatore italiano  |
| ----------------- | -------------------- | -------------------- |
| Corinne (Barbie)  | Kelly Sheridan       | Emanuela Pacotto     |
| Philippe          | Tim Curry            | Gianni Gaude         |
| Viveca (Teresa)   | Kira Tozer           | Jenny De Cesarei     |
| Miette            | Amelia Henderson     | Serena Clerici       |
| Aramina (Summer)  | Willow Johnson       | Benedetta Ponticelli |
| Renée (Nikki)     | Dorla Bell           | Alessandra Karpoff   |
| Principe Louis    | Mark Hildreth        | Massimo Di Benedetto |
| Monseiur Treville | Bernard Cuffling     | Mario Scarabelli     |
| Madame de Bossé   | Merrilyn Gann        | Cinzia Massironi     |
| Hélène            | Katherine Barr       | Alessandra Korompay  |
| Alexander         | David Kaye           | Alessandro D'Errico  |